# Grande Acedrex

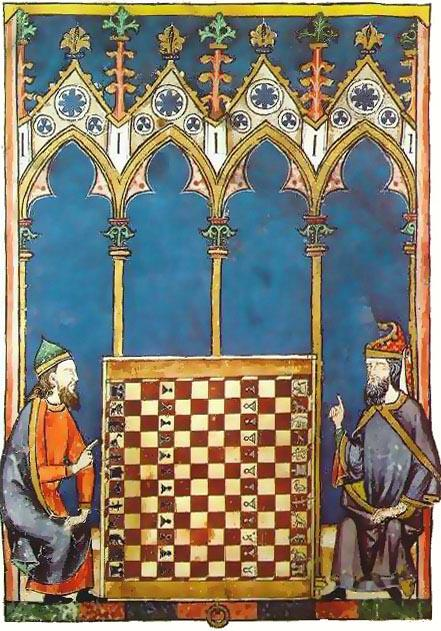
Abbildung des Grant Acedrex im Libro de los juegos

Grande Acedrex, eigentlich Grant Acedrex (altspanisch für „Großes Schachspiel“), ist eine mittelalterliche Schachvariante, die auf König Alfons X. von Kastilien zurückgeht. Er behandelt das Spiel in seinem zwischen 1251 und 1282 entstandenen „Buch der Spiele“ (Libro de los juegos). Kennzeichnend sind neben einem vergrößerten Schachbrett eine Reihe neuartiger Schachfiguren.
Die Erfindung des Großen Schachspiels schrieb der König den Indern zu. Alfons X. bevorzugte eine von ihm selbst entwickelte Spielvariante mit Würfeln.

## Aufstellung und Beschreibung der Figuren
Grant Acedrex wird auf einem Brett mit 12 × 12 Feldern gespielt. Jede Seite hat zwölf Bauern, die gegenüber der üblichen Grundstellung um zwei Felder vorgeschoben sind, also auf der vierten und neunten Reihe aufgestellt werden.
Auf den Grundreihen stehen die übrigen Figuren. Auf den beiden Randlinien hat jede Partei zwei Türme, nach innen schließen sich je zwei Löwen, Einhörner, Giraffen und Krokodile an. Auf der f-Linie steht der König jeder Partei, und auf der g-Linie jeweils ein Greif.
Turm, König und Bauer ziehen wie im modernen Schach. Der König kann in seinem ersten Zug einen Königssprung machen und in gerader oder diagonaler Richtung zwei Felder springen, der weiße König also von f1 nach d1, d3, f3, h3 oder h1. Die Bauern haben keinen Doppelschritt. Bei Erreichen der gegnerischen Grundreihe werden sie in eine Figur vom Typ der ursprünglich auf dem erreichten Feld aufgestellten gegnerischen Figur (aber von der Farbe des Bauern) umgewandelt – nur auf dem Ausgangsfeld des Königs wird der Bauer in einen Greif umgewandelt.
Der Greif ist die stärkste Spielfigur. Dessen originaler Name Aanca ist nicht von dem Mischwesen, sondern vermutlich von dem Riesenvogel orientalischer Sagen abzuleiten. Er zieht einen Schritt diagonal und von dort orthogonal beliebig weit, aber nur in Richtungen, die sich vom Startfeld entfernen. Steht der Greif z. B. auf g1, kann er alle Felder der zweiten Reihe bis auf g2 erreichen, und alle Felder der f- und der h-Linie außer f1 und h1. Er kann nicht springen; nach h4 etwa kann er nur gelangen, wenn h2 und h3 frei sind.
Nach der Darstellung von Murray ziehen Krokodil und Einhorn wie heutige Läufer, aber der erste Zug des Einhorns ist ein (nicht-schlagender) Springerzug. Der Löwe springt orthogonal drei Felder weit, macht also (0,3)-Sprünge, z. B. von b1 nach b4. Die Giraffe macht (1,4)-Sprünge, d. h., sie zieht auf ein orthogonal benachbartes Feld und von dort rechtwinklig vier Felder weiter, beispielsweise von a3 nach e4; sie ist also ein „verlängerter“ Springer, der durch (1,2)-Sprünge definiert ist.
Eine Neuübersetzung von Sonja Musser und Jean-Louis Cazaux lässt vermuten, dass Murray die Züge von Löwe, Giraffe und Einhorn falsch beschrieben hat. Mit Sicherheit kann dies jedoch nicht gesagt werden, da auch die Originalbeschreibung im Buch der Spiele zum Teil ungenau und mehrdeutig ist.
Es ist wahrscheinlich, dass der Löwe nicht nur einen (0,3)-Sprung macht. Dies würde eine relativ schwache Figur ergeben, die nur jedes dritte Feld in jeder dritten Reihe erreichen kann. Cazaux vermutet, dass er wahlweise auch einen (1,3)-Sprung machen kann, was eine erheblich stärkere und interessantere Figur ergibt, die alle Felder des Bretts erreichen kann. Die Giraffe macht möglicherweise (2,3)-Sprünge, aber die Originalbeschreibung ist hier unklar. Das Einhorn (eigentlich Nashorn) macht erst einen Springerzug, also einen (1,2)-Sprung, und kann dann optional, noch im gleichen Zug, diagonal beliebig weit ziehen, aber nur nach vorn und zu der Brettseite hin, zu der der Springerzug erfolgte. Wenn es z. B. auf b5 steht, kann es unter anderem nach c3 ziehen und von hier der Diagonale nach rechts vorn folgen, also auf eines der Felder c3, d4, e5, ... ziehen.

## Spielausgang
Vermutlich wurden die im mittelalterlichen Schach üblichen Gewinnbedingungen für das Grant Acedrex übernommen, was jedoch im Buch der Spiele nicht ausdrücklich erwähnt wird. Gewinnen kann man demnach nicht nur durch Mattsetzen des gegnerischen Königs, sondern auch durch Pattsetzung des Gegners sowie durch den Beraubungssieg, d. h. das Schlagen aller gegnerischen Figuren außer dem König. Falls aber der Gegner im anschließenden Zug ebenfalls die letzte Figur der überlegenen Partei schlagen kann, wonach sich nur noch die Könige auf dem Brett befinden, endet das Spiel remis.

## Spielvariante mit Würfeln

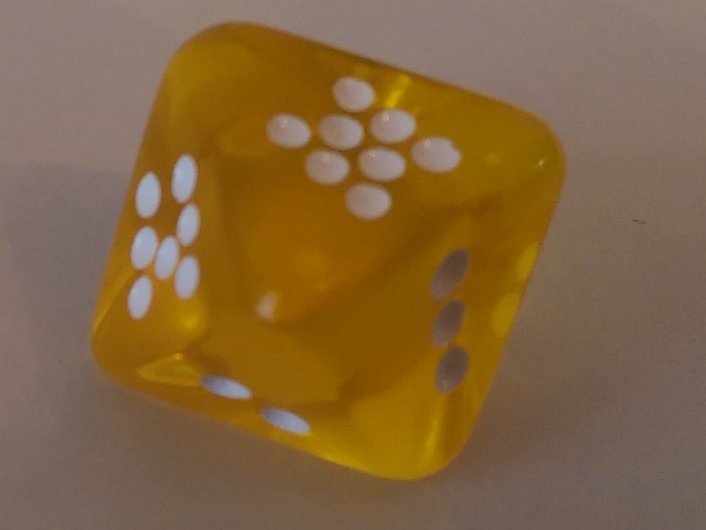
Achtseitiger Spielwürfel

Es bestanden zwei Spielvarianten, denn wahlweise konnten Würfel benutzt werden (dies war die von Alfons X. bevorzugte Spielform). In diesem Fall gelangten besondere Würfel zum Einsatz.
Der König begründete ihre Verwendung damit, dass Grant Acedrex langwierig zu spielen sei. Daher habe er die Anfertigung spezieller Würfel mit acht dreieckigen Seiten veranlasst, um das Spiel zu beschleunigen. Die Anzahl der Würfelseiten korrespondiert mit den acht verschiedenen Spielsteinen. Je nach Ergebnis des Wurfs war eine bestimmte Figur zu ziehen. Acht Augen standen für den König, sieben für den Greif, sechs für das Einhorn, fünf für den Turm, vier für den Löwen, drei für das Krokodil, zwei für die Giraffe und eins für den Bauern. Die jeweilige Zahl der Augen sollte bewusst eine „Hierarchie“ der Figuren, also im Wesentlichen deren vermeintliche Spielstärke, ausdrücken.